# Den didaktiske relationsmodel
Den didaktiske relationsmodel er på grundlag af Hilde Hiim og Else Hippes teori, et redskab til analyse af et undervisningsforløb. Den didaktiske relationsmodel handler om relationerne mellem elementerne: læringsforudsætninger, rammefaktorer, mål, indhold, læreprocessen, vurdering/evaluering. Det er ikke muligt at påvirke et område af modellen, uden at det har effekt på de andre fem elementer.
Modellens seks elementer:
Læringsforudsætninger: Læringsforudsætningerne er nogle der ændres i takt med udviklingen af undervisningsforløbet. Med læringsforudsætninger skal der kigges nærmere på de lærendes interesser og kompetencer i forhold til undervisningsforløbet.
Rammefaktorer: Når der tales om rammefaktorer er det elementer såsom love, regler, kulturelle aspekter, lokalmiljøet og skoleorganisatoriske midler (økonomi, ledelse, undervisningsmidler, udstyr, fagplaner etc.) der menes. Rammefaktorerne kan enten være begrænsende eller gøre læring muligt.
Mål: Målene, i forbindelse med den didaktiske relationsmodel, er med til at kunne fastlægge lærerens hensigt med undervisningen, hvilken retning undervisningsforløbet har, samt formålet med de lærendes læring.
Indhold: Indholdet beskriver hvad undervisningen handler om, hvilken rolle de forskellige aspekter spiller og hvordan den er tilrettelagt. Indholdet af undervisningen er formet ud fra de mål der er fastslået. Der er to former for indhold i undervisningen, det skjulte/latente og det åbne/manifeste.
Læreprocessen: Læreprocessen beskriver hvordan selve læringen skal foregå og hvem der tilrettelægger forløbet. Selve læringsforløbet kan være tilrettelagt enten af læreren eller af læreren og de lærende i fællesskab. Der er tre forskellige principper som kan bidrage til en succesfuld læringsproces; medbestemmelse(de lærende skal gennem samarbejde og aktiv deltagelse i undervisningen lære om demokratiske værdier), oplevelsesorientering(en oplevelsesorienteret undervisning giver de lærende mulighed for at drage deres egne erfaringer) og sammenhæng mellem teori og praksis(De lærendes egne erfaringer knyttes til teori som anvendes i undervisningen).
Vurdering / Evaluering: Evalueringen foregår både af selve undervisningsprocessen og af de lærendes læring.